# Милково (Ярославская область)
Милково — село в Колкинском сельском округе Пречистенского сельского поселения Первомайского района Ярославской области России. 

## География
Село расположено в 25 км на северо-запад от райцентра посёлка Пречистое.

## История
Каменная Троицкая церковь в селе построена господами Грязовыми в 1803 году вместо существовавшей двухпрестольной во имя Рождества Христова и св. прор. Илии деревянной церкви, которая за ветхостью 
была упразднена. В церкви было три престола: во имя Живоначальной Троицы в летнем приделе, Михаила Архангела и Толгской Божией Матери — в зимнем. 
В конце XIX — начале XX века село входило в состав Черностанской волости Любимского уезда Ярославской губернии.
С 1929 года село являлось центром Милковского сельсовета Даниловского района, в 1935 — 1963 годах в составе Пречистенского района, с 1954 года — в составе Колкинского сельсовета, с 1965 года — в составе Первомайского района, с 2005 года — в составе Пречистенского сельского поселения.

## Население
| 1859 | 1914 | 2002 | 2007 | 2010 |
| ---- | ---- | ---- | ---- | ---- |
| 14   | ↗49  | ↗60  | ↘57  | ↘47  |

## Достопримечательности
В селе расположена недействующая Церковь Троицы Живоначальной (1803).